# Hemerobius tolimensis
Hemerobius tolimensis is een insect uit de familie van de bruine gaasvliegen (Hemerobiidae), die tot de orde netvleugeligen (Neuroptera) behoort. 
Hemerobius tolimensis is voor het eerst wetenschappelijk beschreven door Banks in 1910.